# Chopi Timbila
Chopi Timbila is een orkest van de Chopi gemeenschap uit Inhambane in Mozambique, het bestaat uit vijf tot dertig timbila (een soort xylofoon) van verschillende grootte. Het zijn houten instrumenten, er wordt gebruikgemaakt van kalebassen, bijenwas en olie uit fruit van de nkuso. Alle leeftijden doen mee, vaak spelen kinderen naast hun grootvaders.
Er worden elk jaar nieuwe stukken gecomposeerd, deze worden opgevoerd tijdens huwelijken en andere belangrijke gebeurtenissen voor de gemeenschap. De linkerhand speelt vaak een ander ritme dan de rechterhand. De Timbila dansen worden uitgevoerd door twee tot twaalf dansers, zij staan voor het orkest. De dansers zingen ook teksten vol humor en sarcasme, ze gaan over sociale zaken.
Chopi Timbala staat sinds 2005 vermeld op de Lijst van Meesterwerken van het Orale en Immateriële Erfgoed van de Mensheid.